# Журналістська культура
Культура журналістики описується як «спільна професійна ідеологія серед новин». Термін журналістська культура охоплює культурне розмаїття журналістських цінностей, практик та медіапродуктів чи подібних медіа-артефактів. Дослідження концепції журналістської культури іноді наводять на думку всебічного консенсусу серед журналістів «щодо загального розуміння та культурної ідентичності журналістики».
Існує наукова дискусія щодо поняття спільної, всесвітньої культури журналістики, чи існує така спільна конструкція і чи можна їх дослідити емпірично. Було проведено декілька наукових досліджень комунікації для пошуку гіпотетичної загальної західної журналістської культури, загальної європейської культури журналістики чи навіть загальної світової журналістської ідеології. Дослідження культур журналістики особливо корисно для аналізу припущених впливів глобалізації, на які вказують великі медіа корпорації, що охоплюють всесвітнє середовище, окремі медіакультури та її світовий потенціал встановлення стандартів. У науковій літературі журналістську культуру називають також «культурою новин», «газетними культурами» або «культурою виробництва новин».

## Типи культур
Всесвітнє дослідження журналістської культури, проведене Томасом Ганіцшем та ін. між 2007 та 2011 роками, що охоплює 21 країну, було встановлено, що журналістські функції, такі як відсторонення, непричетність, надання політичної інформації та моніторинг уряду, сприймаються як найважливіші журналістські чесноти у всьому світі.
Чотири типи культур журналістики, виявлені в дослідженні Worlds of Journalism, за допомогою світових опитувань понад 2100 активних журналістів щодо "центральних областей журналістської незгоди" (журналістська інтервенція, відстань до правлячих повноважень та їх ринкова орієнтація) є: 
| Журналістське середовище                            | Особливості культури журналістики |
| --------------------------------------------------- | --- |
| Народницький розповсюджувач                         | Має сильну орієнтацію на аудиторію. Схильність до надання аудиторії «цікавої» інформації. Не дуже критично ставиться до уряду чи еліт. Однак він не має намір брати на себе активну участь у звітності. Приклад країн: Іспанія, Румунія, Ізраїль. |
| Наглядова журналістика або окремий "сторожовий пес" | Інтерес до надання аудиторії політичної інформації. Відносно високо ставиться до їхньої позиції як відсторонений спостерігач за подіями. Бачити себе сторожовими собаками еліт (скептично та критично ставитися). Проти ідеї підтримки офіційної політики. Мають найменшу ймовірність виступати за соціальні зміни, впливати на громадську думку та встановлювати політичну програму. Приклад країн: Німеччина, Австрія, США, Швейцарія, Австралія.                                                                                        |
| Агент критичних змін                                | Керований інтервенціоністськими намірами. Критично ставиться до урядових та ділових еліт. Робить акцент на відстоюванні соціальних змін, впливі на громадську думку чи встановленні політичного порядку денного. Прагнення мотивувати аудиторію до участі у громадській діяльності (виборах) та політичній дискусії, але рішуче виступає проти надання громадської підтримки офіційній державній політиці. Не підтримує опортуністичний підхід до журналістики. Приклад країн: Туреччина, Єгипет. Частково Болгарія, Мексика та Індонезія. |
| Опортуністичний фасилітатор                         | Журналісти не сприймають себе як відокремлених спостерігачів, є конструктивними партнерами уряду. Вони, швидше за все, підтримують офіційну політику та представляють позитивний імідж політичного та ділового лідерства та принаймні враховують політичну інформаційну функцію чи мобілізаційний потенціал журналістики. На близькій відстані від політичних сил. Ніяких сторожових органів влади чи еліт. Знаходиться в розвивальному, перехідному та авторитарному контекстах. Приклади країн: Росія, Чилі, Китай, Уганда.              |

### Західна журналістська культура
Порівняно з південними, східними або менш демократичними країнами, такими як Китай та Росія, додаткові чесноти, такі як неупередженість, надійність, фактичність інформації та дотримання загальних етичних принципів, є надзвичайно важливими для західних журналістів. Крім того, дослідження показало, що західні журналісти менше підтримують активне просування певних цінностей, ідей або соціальних змін.
Культура західної журналістики класифікується за домінантою наглядової журналістики з тенденцією більшої кількості південно-західних демократій, таких як Іспанія, додатково підтримує сильну журналістську культуру "популістського розповсюджувача".

### Тенденції в країнах, що розвиваються
Особливо в 1990-х роках "урядові та медіа-ініціативи США" працювали над створенням "об'єктивної" моделі преси в країнах, що розвиваються, в Південній Америці та Східній Європі. Цей крок припускав, що "журналістика в американському стилі є природною і неминучою світовою моделлю", але сучасні дослідження, що стосуються культури журналістики в країнах Східної Європи, не бачать природного прийняття західних стандартів журналістики. Натомість можна спостерігати створення менш об'єктивної, більш розважальної та орієнтованої на аудиторію журналістської культури, яка керується самими країнами (наприклад, журналістика "популістського розповсюджувача" в Болгарії).
На жаль, в країнах, що розвиваються, відсутні дослідження журналістики. Це можна пояснити недостатньо фінансованими або неіснуючими науково-дослідними інститутами у відповідних країнах або нехтуванням певними науковими темами. Арнольд Ш. де Бір, науковий співробітник журналістики Стелленбоського університету (Південно-Африканська Республіка), критикує дослідження південноафриканської журналістики 90-х та початку 2000-х років, оскільки вони надто зосереджені на таких сферах, як "зв'язки з громадськістю, маркетинг чи інші форми корпоративного спілкування" та, з боку критичних дослідників, як занадто сильний інтерес до журналістських досліджень постпартеїдських особливостей. Ця перенаселеність з дослідженнями конкретних інтересів створила дефіцит висновків Південної Африки щодо власної журналістської культури. 

## Дослідження
Дослідження культури журналістики є підтемою дослідження журналістики, традицією, що корениться як у класичних соціологічних підходах (наприклад, Еміль Дюркгейм, Георг Сіммель, Роберт Е. Парк, Талкотт Парсонс і Ніклас Луманн), так і в гуманітарних науках початку 20 століття і знаходиться в більш широкій галузі медіа-науки та комунікації. Журналістичні дослідження враховують багато рівнів аналізу, включаючи індивідуальні, організаційні, суспільні та культурні аспекти.

### Дизайн та методи дослідження
Дизайн створює виклики для дослідження журналістської культури відповідної методологічної операціоналізації. Її складність виникає через те, що журналістський професіоналізм є багаторівневою концепцією, що складається з різних журналістських цінностей, принципів та практик, які різні журналістські культури балансують по-своєму унікальними способами.  Дослідження культури журналістики можуть проводитись у межах однієї нації, в основному вони керуються дослідниками журналістики, що походять із самої країни або порівняно на міжнародному рівні, що проводяться за допомогою міжнародних команд дослідників. Дослідження порівняльної журналістики, в основному, проводяться на національному рівні, важливим рівнем аналізу є "нація", в результаті чого проводиться порівняльне дослідження по країні. Похідне від порівняльних досліджень медіасистем, порівняльне дослідження культури журналістики використовує націю як "об'єкт, контекст, одиницю аналізу або як складову більшої системи".
Методи, які використовують дослідження культури журналістики - це опитування та інтерв'ю, аналіз контенту, спостереження або їх комбінація.

### Рівні аналізу
Використовуючи розміри системи аналізу, запропоновану Брюггеманом та Весслером, медіадослідження можна проводити, використовуючи три виміри аналізу:
(1) перспективи дослідження;  
(2) рівні досліджень;  
(3) об'єкти аналізу.  
Практично застосування цієї системи в дослідженнях журналістської культури показує: 
1. Використання "порівняння" як переважаючої перспективи дослідження.
2. Використання "держави / суспільства" (нації) як домінуючого рівня аналізу.
3. Використання різних та часто комбінованих об'єктів аналізу.

Поєднання різних об'єктів аналізу, таких як "медіаструктури", "виробництво контенту" та "медіаконтент", пояснюється складним характером аспекту "культура" в журналістиці. Як стверджує дослідник комунікації Ганіцш: "Про культуру можна загалом говорити як про сукупність ідей (цінностей, поглядів та переконань), практики (культурного виробництва) та артефактів (культурні продукти, тексти)".

### Історичний огляд досліджень
Помітні порівняльні дослідження можна знайти в Weaver's 1998 The Global Journalist, Signal's 1973 Reporters and Official Official: Організація та політика журналістики, порівнюючи практику звітності в США та Великій Британії, орієнтовані на журналістику частини Холліна та Манчіні 2004 року порівнюючих медіасистем: Три моделі медіа та політики та проект "Світи журналістики" Ганіцша 2011 року. Кореспонденти "Вашингтону" Ростен 1937 року вважається першим дослідженням, яке описує трудове життя журналістів. Більш недавні порівняльні дослідження журналістики та журналістської культури також включають твори Деуза, Донсбаха та Splichal & Sparks.
Теоретичні та практичні дослідження знайшли багато журналістських культур та ідеологій, що обговорюються в науковій літературі про комунікації. Серед них - журналістські культури та жанри, такі як наглядова журналістика, громадянська журналістика, популярна журналістика або пропагандистська журналістика, що характеризуються сильним використанням журналістського інтервенціонізму.

### Критика дослідження
Багато країн, що розвиваються, критикують форму застосування американської або західноцентричної точки зору журналістської культури до націй, що розвиваються, або як країн, що розвиваються як форми культурного імперіалізму, нехтуючи конкретними культурними передумовами або соціальними розмежуваннями. Крім того, дослідження журналістики часто піддаються критиці як використання занадто традиційного погляду на "журналістику". Більшість досліджень журналістики все ще зосереджені на усталеній та інституціоналізованій журналістиці в газеті, телебаченні чи радіо. Дослідники журналістики борються із порівняльними методами концептуалізації нових медіа як журналістика у вебжурналах, подкастах чи інших версіях громадянської журналістики. Поруч із цими конкретними моментами критики існує загальна методологічна проблема, що визначає поняття "культура". Термін культура часто використовується безсистемно і може призвести до проблем конгруентного порівняння досліджень культури журналістики. 

## Вплив на культури

### Вплив на європейські журналістські культури
Проект «Адекватний менеджмент інформації в Європі» (AIM), багатонаціональний європейський проект з питань суспільних наук, що проводив кілька досліджень про журналістські структури та процеси щоденної звітності про Європейський Союз у період між 2004 та 2007 роками, встановив, що імпульси для європейської професійної журналістики не знаходяться в явній формі інтересу до європейських тем або, як передбачається, знання, що стосуються європейських питань. Вони, скоріше, визначаються "щоденними операціями та подальшою ефективністю засобів масової інформації" [13], структурними факторами на місці або "практикою на роботі та спробі та помилках". Крім того, повідомлення про Європу визначається національними поглядами та індивідуальною журналістською практикою, тому не вистачає послідовності та належного контексту. Дослідження AIM приходить до висновку, що ці щоденні недоліки, нехтування та непорозуміння призводять до короткозорої інформації про європейські питання. Таким чином, теорія спільної європейської культури щодо повідомлення про європейські питання не може бути підтримана. 

### Впливи професійних ієрархій
Том Shoemaker and Reese 1996 Посередництво повідомлення: Теорії впливу на ЗМІ створили теоретичну основу для аналізу рівнів впливів, які формують вміст ЗМІ. Рівні варіюються від мікро до макро, переходячи від індивідуального, над процедурами, організаційного рівня, поза медіа-рівня, до ідеологічного рівня. Аналогічний підхід використовував Ганіцш у своєму широкому міжнародному дослідженні культури журналістики «Світи журналістики». Модель, якою користується Ганіцш, дозволяє впливати на рішення журналістів щодо звітування на високому рівні (глобалізація, дифузія та взаємозалежність), макрорівні суспільств чи націй (політичний, економічний, правовий, соціальний та культурний контексти, а також медіа-система ), мезорівень (редакційна організація, медіа-організація та медіа як такий) та мікрорівень як журналіст як індивід (фонові та індивідуальні особливості журналіста).
Результати дослідження серед 2100 професійних журналістів виявили, що "організаційні, професійні та процедурні впливи сприймаються як більш сильні межі роботи журналістів, ніж політичні та економічні впливи". Це створює мезорівень професійної ієрархії, відомий також як редакційна організація та організація середовища, як найвпливовіший фактор журналістської поведінки і, отже, найбільший вплив професійної частини журналістської культури.

### Вплив нових технологій на журналістські культури
Європейське дослідження AIM виявило зростаючу відкритість, особливо серед підростаючих поколінь професійних журналістів, щодо новинних методів та способів комунікації та виробництва. Спостерігається зростаюча тенденція не покладатися винятково на інституціоналізовані інформаційні системи. Подальший технологічний розвиток у світі Інтернет вказує на тенденцію до більшого використання "неінституціоналізованої, неурядової, не адміністративної та чітко транснаціональної інформації" під час звітної та науково-дослідної роботи. 
Окрім того, що західні журналісти приймають нові засоби масової інформації як засіб звітування, сплеск використання нових технологій особливо спостерігається в авторитарному або розвиваючому національному контексті. Посилений урядовий контроль свободи вираження поглядів журналістів на доступ до ЗМІ може призвести до необхідності пошуку нових і менш контрольованих способів вираження поглядів. Один з найкраще вивчених прикладів пригніченості винахідливості журналістів можна знайти у дослідженні китайських журналістів та їхньому використанні блогів, мобільних телефонів та мікроблогінгу, що формують китайську культуру звітності. 

## Теорія глобальної конвергенції
Міжнародні дослідження журналістики дали докази на підтвердження думки, що тенденція глобалізації супроводжується конвергенцією журналістських орієнтацій та практик, а отже журналістської культури. Традиційна етика об'єктивності та неупередженості домінує у багатьох новинних кімнатах по всьому світу, і багато подібності в редакційних процедурах, професійних процедурах та процесах соціалізації в таких різних країнах, як Бразилія, Німеччина, Індонезія, Танзанія та США.